# Državna cesta D53
Die Državna cesta D53 (kroatisch für ,Nationalstraße D53‘) ist eine Nationalstraße in Kroatien.

## Verlauf
Die Državna cesta D53 schließt bei Donji Miholjac (Grenzbrücke über die Drau) an die ungarische 58-as főút an. Sie führt in generell südlicher Richtung nach Našice, kreuzt dort die Državna cesta D2 und führt über das Krndija-Gebirge. Bei Gradiste zweigt die Državna cesta D51 in Richtung Požega nach Westen ab. Die D53 verläuft bei Ruševo ein kurzes Stück gemeinsam mit der Državna cesta D38. Sie überschreitet dann den Höhenzug der Dilj gora, kreuzt die Autobahn Autocesta A3 (Europastraße 70) und erreicht die Grenzstadt Slavonski Brod an der Save. Dort befindet sich der Grenzübergang nach Brod/Bosanski Brod in Bosnien und Herzegowina. Die dortige Fortsetzung der Straße bildet die M14-1 (Bosnien und Herzegowina).
Die Länge der Straße beträgt 91,7 km.